# Clear Linux
Clear Linux é um sistema operacional que usa Linux como seu núcleo e segue o modelo Rolling release. Foi desenvolvido pela fabricante de microprocessadores Intel e lançado em fevereiro de 2015.

## História
Foi lançado oficialmente em 2015 pela fabricante de microprocessadores Intel. Produzido com foco para plataformas Intel e suportando apenas a arquitetura x86-64, para uso em tecnologias em nuvem, containers, profissionais de TI e desenvolvimento.